# Zło

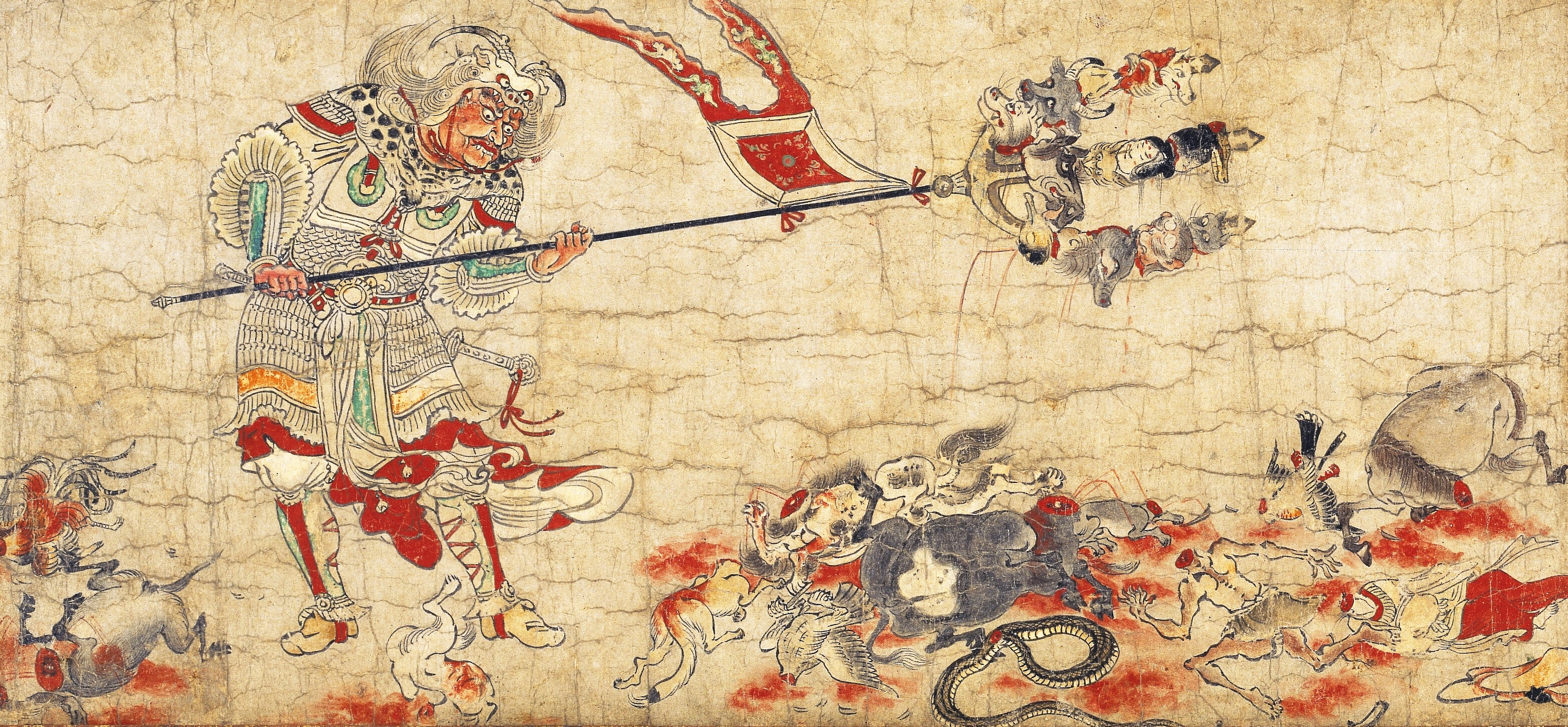
Jeden z pięciu japońskich obrazów, który komponuje serię Eksterminacja zła, przedstawia Sendana Kendatsubę, jednego z ośmiu strażników prawa buddyjskiego, wyganiającego zło.

Zło – jedno z podstawowych pojęć etycznych. W moralności koncept zła przedstawiany jest jako przeciwieństwo lub brak występowania dobra.

## Pojęcie

### Filozofia
- Zło to jedna z dwóch podstawowych kategorii moralnych, przeciwieństwo dobra.
- W filozofii teistycznej zło to stan nieistnienia, nieobecności lub zakłócenia dobra rozumianego jako stan, w jakim bóg (osobowy absolut) chce, aby rzeczy się znajdowały. Np. według chrześcijan całe zło na świecie ma swoje źródło w złym używaniu wolności, w zdolności niszczenia dzieł Bożych[2].

#### Tomizm
Święty Tomasz z Akwinu złem określa brak dobra, które rzecz powinna mieć ze swej natury.

### Religia
- W buddyzmie zło może być utożsamiane ze złą karmą.
- W zaratusztrianizmie − podobnie jak w manicheizmie i innych systemach dualistycznych − zło jest pojęte (obok dobra) jako jedna z pierwotnych zasad bytu, w odróżnieniu od chrześcijaństwa, w którym przyjmuje się, że zło jest "tylko brakiem dobra".
- Katolicyzm głosi, że zło zawsze ma wymiar osobowy (konkretny człowiek i odpowiedzialność za czyny), stąd obowiązek indywidualnej spowiedzi. Zło weszło na świat wraz z grzechem pierwszych rodziców i rozlało się na całe stworzenie (przejawy: choroby, starość i w końcu śmierć itp.), które oczekuje wraz z ludzkością powrotu Pana Boga i nowego świata bez zła i śmierci, tak jak to było na początku, w ogrodzie Eden (w raju), nim Adam i Ewa zgrzeszyli[5][6].
- Świadkowie Jehowy uważają, że głównym sprawcą zła jest Szatan Diabeł[7]. Nakłaniając do grzechu Adama i Ewę sprawił, że zło rozprzestrzeniło się na innych. Przyczyną pojawiania się złych pragnień jest podstawowa skaza natury ludzkiej: wrodzona niedoskonałość. Jehowa Bóg postanowił wykorzenić zło i wszystkich, którzy je szerzą. Królestwo Boże zapewni na ziemi doskonałe warunki życia – bez zła i śmierci, a Ziemia stanie się rajem, podobnym do ogrodu Eden, w którym żyli Adam i Ewa[8][9][10].
- Judaizm podobnie tłumaczy początek zła na świecie „A śmierć weszła na świat przez zawiść diabła” (Mdr 2, 23–24), który to diabeł skutecznie kusił pierwszych rodziców, i o których miłość i pozycję, jaką dał im Stwórca – Jahwe był zazdrosny.

### Psychologia
W psychologii zło jest oceną  przedmiotu przez subiektywny podmiot, który określa charakter (negatywny) relacji (emocji) ukierunkowanej z umysłu obserwatora na postrzegany przedmiot. W wyniku mechanizmów poznawczych w percepcji obserwatora subiektywnego zło wydaje się być cechą obiektywną przedmiotu tak ocenianego. Innymi słowy, złe jest to, co jako postrzegane źródło bodźca dany osobnik (obserwator) uznaje za niepożądane, niebezpieczne, pobudzające negatywny stan emocjonalny, niechęć.

## Podstawy biologiczne
Zło, jako objaw ciemnej triady, może mieć podstawy biologiczne, gdyż obserwowane bywa też u zwierząt. 